# Makemie Park (Virginia)
Makemie Park es un lugar designado por el censo situado en el condado de Accomack, Virginia  (Estados Unidos). Según el censo de 2010 tenía una población de 155 habitantes.

## Demografía
Según el censo de 2010, Makemie Park tenía una población en la que el 10,3% eran blancos; el 88,4% afroamericanos; el 0,0% eran indios americanos y nativos de Alaska; el 0,0% eran asiáticos; el 0,0% hawaianos y otros isleños del Pacífico; el 0,0% de otra raza, y el 1,3% a partir de dos o más razas. El 0,0% del total de la población eran hispanos o latinos de cualquier raza.